# 벨라스코 조약
벨라스코 조약(Treaties of Velasco)은 1836년 5월 14일 텍사스주 벨라스코에서 샌재신토 전투(1836년 4월 21일)의 결과로 멕시코의 장군 산타 안나와 텍사스 공화국 간에 체결된 조약이다. 서명자는 텍사스 임시정부의 대통령인 데이빗 버넷과 멕시코의 산타 안나이다. 이 조약은 교전 당사자들 간에 적대적 충돌을 결론짓고, 텍사스 공화국의 독립을 승인하기 위해서 취해진 것이다. 그러나 공개적인 조약과 비밀 조약이 있었고, 멕시코 정부에 의해 이 조약은 승인받지 못했다. 게다가 그 문서는 심지어 1848년 아브라함 링컨에 의해 지적돼, 10년 후에 미국의 대통령인 제임스 포크가 조약으로 인정할 때까지 ‘조약’으로 인정받지도 못했다.

## 공개 조약
공개 조약은 바로 공표되며, 다음과 같은 항목으로 되어 있다.
1. 산타 안나에 의한 개별적인 무장은 하지 않거나, 이 독립전쟁에서 텍사스 공민들에 대한 무장을 제거하도록 한다.
2. 바다, 육지에서 멕시코와 텍사스 간에 적대적 행위를 멈춘다.
3. 멕시코 부대는 텍사스에서 떠나고, 리오그란데 남부에 재배치를 한다.
4. 멕시코 부대의 철수 중 적절한 보상없이 재산을 징발하는 것을 절제한다.
5. 이 전쟁동안 멕시코에 의해 징발된 모든 자산(말, 소 등)과 멕시코군이 소유한 흑인 노예는 반환해야 한다.
6. 양 군은 접촉을 피하고, 다섯 리그(27.78 km)의 거리를 두도록 한다.
7. 멕시코군은 즉각 철수한다.
8. 양 사령관이 전령을 파견하여 조약의 내용을 통지한다.
9. 멕시코는 모든 텍사스 죄수들을 방면하고, 텍사스도 동일한 수와 정도의 죄수들을 방면한다.
10. 산타 안나는 적절한 때 베라크루즈로 이송된다.

## 비밀 조약
비밀 조약은 공개조약이 충족될 때까지 공개되어서는 안된다.
1. 산타 안나에 의한 개별적인 무장은 하지 않거나, 이 독립전쟁에서 텍사스 공민들에 대한 무장을 제거하도록 한다.
2. 산타 안나는 모든 멕시코군에게 철수 명령을 내린다.
3. 산타 안나는 멕시코시티에서 정벌이 잘 이루어졌으며, 모든 견해차가 해소되었고, 독립이 공인되었다고 정리를 한다.
4. 텍사스가 리오그란데를 넘지 않는다는 범위 하에 멕시코와 텍사스 간 상업, 우호, 그리고 국경조약을 확립한다.
5. 텍사스 정부는 산타 안나를 즉각 베라크루스로 이송한다.
6. 이 문서의 사본은 협상결론이 날 때까지 접고, 인장을 찍어서 보관한다. 약 측이 이 조약을 파기하지 않는다면, 이것은 이용할 필요가 없다.
7. 텍사스는 멕시코와 무역협정을 맺는다.

## 멕시코 비준 무효
5월 26일 빈센테 필라솔라 장군이 부대를 철수시켰지만, 멕시코시티에 있는 호세 후스토 코로 멕시코 대통령은 5월 20일 포로로 잡혀있는 산타 안나에게 부여된 모든 자격을 박탈한다고 결의했다. 멕시코의 입장은 산타 안나가 멕시코 정부에서 조약을 결정할 법적인 대표성을 가지지 못한다는 것이었고, 전쟁법에 의해 산타 안나가 문서에 서명한 지위는 항복한 장군이 아니라 단지 포로일뿐이라고 밝혔다. 사실 멕시코 헌법에 의거하면, 산타 안나는 조약을 맺을 권위를 가지지 못했으며, 어떤 경우라도 그 조약은 멕시코 정부에서 비준을 얻지 못했다.

## 텍사스의 계약불이행
산타 안나는 베라크루즈로 이송되지 않았다. 그는 벨라스코에서 전쟁포로로 철창 안에서 6개월간 잡혀있었다. 이후 미합중국의 워싱턴 DC로 가기 전에는 오로짐보 플랜테이션에 있다가 미국으로 가서 앤드류 잭슨 대통령을 만났다. (미국의 중재로 텍사스와 멕시코 간의 평화 조약을 맺기 위해) 미국 해군의 내빈 자격으로 피이오니어 호를 타고 항해를 하고서, 1837년 2월 23일이 되어서야 베라크루즈로 돌아왔다.

## 같이 보기
- 텍사스 혁명
- 샌재신토 전투